# Спиртовое осаждение
Спиртовое осаждение (англ. Ethanol precipitation) — метод, используемый для очищения и увеличения концентрации ДНК, РНК и полисахаридов — например, пектина и ксилогликана. Молекула ДНК является полярной и легко растворяется в полярной воде. Основываясь на принципе растворимости в подобном, ДНК нерастворима в относительно малополярном этаноле, и даже в смеси этанола с водой из-за уменьшения количества доступных молекул воды.
ДНК осаждают большим объёмом абсолютного этанола, часто для увеличения эффективности осаждения раствор охлаждают на льду или в морозильнике. В результате ДНК и соли, которые образуют с ней ионные связи, осаждаются из раствора. Осадок ДНК получают центрифугированием.